# 索米尔站
索米尔站，全名为“索米尔右岸站”（法語：Gare de Saumur-Rive-Droite），是法国的一个铁路车站，位于法国城市索米尔。

## 位置
索米尔站位于索米尔市区的北部。车站大致呈东南-西北走向，因地形限制（索米尔站紧邻卢瓦尔河右岸），因此该站开口朝东北，与索米尔市区相反。

## 站名
索米尔站全名为“索米尔右岸站”，因地处卢瓦尔河右岸而得名。“右岸”这一后缀主要是为了区分历史上的“索米尔左岸站”，但后者现已不存，因此现在一般使用“索米尔站”带代指本站。
在法国高速铁路大西洋线开通初期，索米尔站曾开通始发直达巴黎的TGV列车，但因客流不足而最终停运。

## 设施
索米尔站设有人工售票窗口，其开放时间如下：
- 周一至六：5:55~20:00
- 周日及节假日：8:05~21:45

此外，索米尔站还设有自动售票机及自动售货机等设施。

## 停靠线路
以下列车线路在索米尔站停靠：
| 索米尔站列车线路表          |                     |                 |                                |                 |
| 线路                        | 车种                | 上一站          | 下一站                         | 大致运行频率    |
| 蒙彼利埃—南特               | TGV                 | 圣皮耶尔德科尔  | 昂热                           | 每天1趟（单向） |
| 南特→马赛                   | TGV                 | 昂热            | 圣皮耶尔德科尔                 | 每天1趟（单向） |
| 巴黎—南特                   | INTERCITÉS 100% éco | 圣皮耶尔德科尔  | 昂热                           | 每周3趟左右     |
| 里昂佩拉什/帕丢—南特        | INTERCITÉS          | 圣皮耶尔德科尔  | 昂热                           | 每天2趟左右     |
| 南特→图尔                   | INTERCITÉS          | 昂热            | 圣皮耶尔德科尔                 | 每天1趟（单向） |
| 奥尔良—南特/圣纳泽尔        | TER 200 INTERLOIRE  | 圣皮耶尔德科尔  | 昂热                           | 每天2~3趟       |
| 奥尔良—勒夸西克             | TER 200 INTERLOIRE  | 圣皮耶尔德科尔  | 昂热                           | 每天2趟         |
| 图尔—勒夸西克/雷恩          | 法国大区列车        | 铁球港          | 卢瓦尔河畔罗西耶/拉梅尼特      | 每天1趟         |
| 图尔—昂热/南特              | 法国大区列车        | 铁球港          | 卢瓦尔河畔罗西耶/拉梅尼特      | 每天5趟左右     |
| 索米尔—昂热/南特            | 法国大区列车        | （起点）        | 卢瓦尔河畔罗西耶/拉梅尼特/昂热 | 每天3~8趟       |
| 图尔—索米尔                 | 法国大区列车        | 铁球港          | （终点）                       | 每天4趟左右     |
| 图尔/索米尔—图瓦尔/布雷叙尔 | 法国大区列车        | 铁球港/（起点） | 蒙特伊-贝莱                    | 每天4趟左右     |
| 布雷叙尔→圣皮耶尔德科尔     | 法国大区列车        | 蒙特伊-贝莱     | 铁球港                         | 每天1趟         |
| 索米尔—雷萨布勒             | 法国大区列车        | （起点）        | 蒙特伊-贝莱                    | 每天1趟         |
| 1. 2. 3. 4. 5.              |                     |                 |                                |                 |

## 配套交通

### 城际客运
索米尔站对应的大巴车上下车地点位于车站西侧，出站左转即可看见。
SNCF提供前往勒芒方向的班车。此外，当某条铁路线施工或罢工时，SNCF也会提供途径该线路沿途站点的大巴车。
曼恩-卢瓦尔省政府下属的客运则提供前往周边主要市镇的大巴车线路。

### 市内交通
索米尔站对应的公交车站名称为“Gare SNCF”，停靠该站的公交线路包括索米尔公交1路和30路。

## 临近车站
| 索米尔站（Gare de Saumur）         |                    |                 |
| 上行车站                           | 线路               | 下行车站        |
| 布雷港站                           | 图尔－圣纳泽尔铁路 | 罗西耶-卢瓦尔站 |
| （已废弃）                         | 沙特尔－波尔多铁路 | 蒙特伊-贝莱站   |
| - 注：本表仅显示运营中的线路及车站 |                    |                 |